# Borstgras
Borstgras (Nardus stricta), auch Hirschhaar, Bürstling, Fachs und Narde genannt, ist die einzige Art der einzigen Gattung Nardus der Tribus Nardeae innerhalb der Pflanzenfamilie der Süßgräser (Poaceae). Es ist in Eurasien weitverbreitet.

## Beschreibung

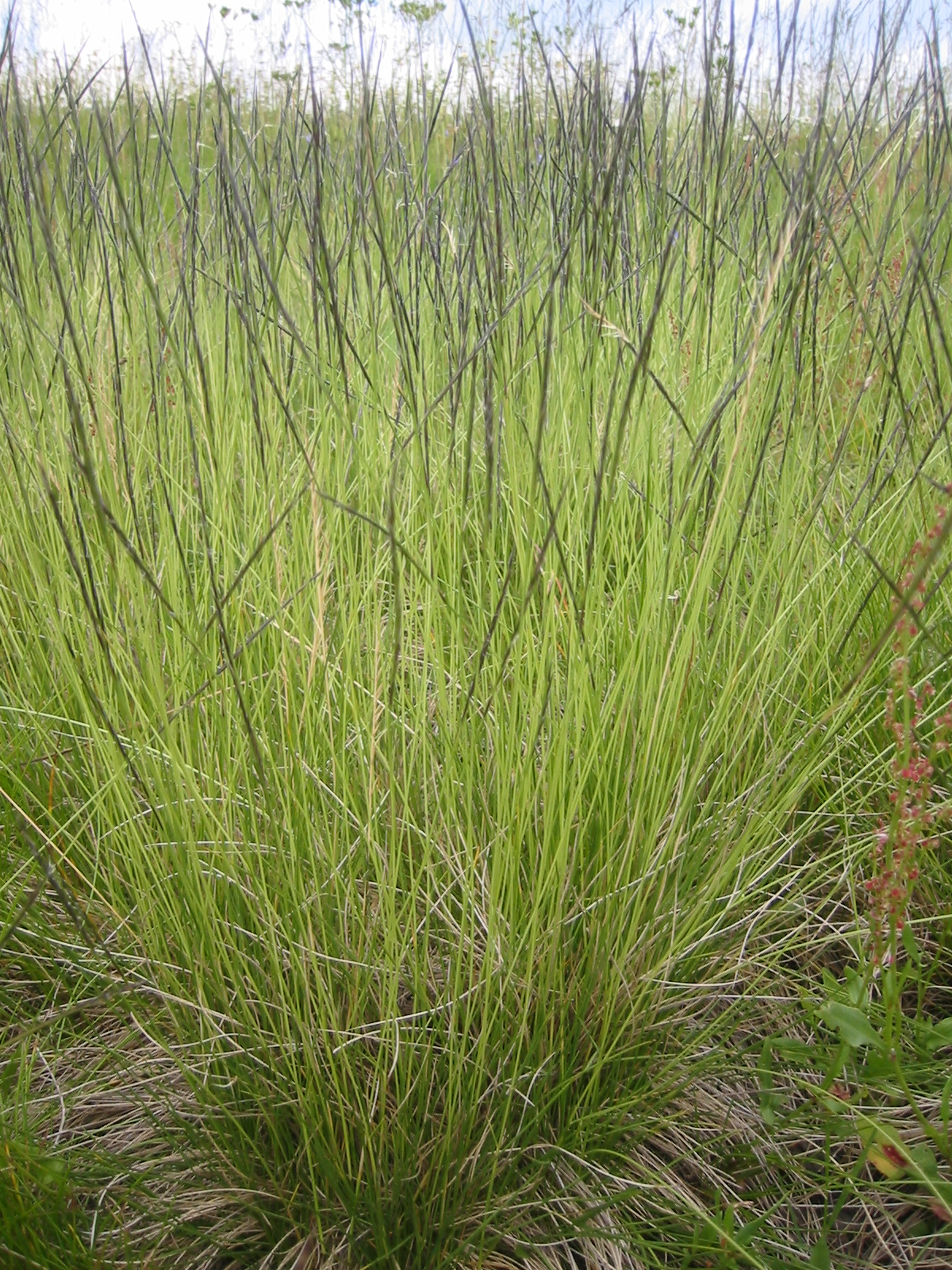
Borstgras, horstiger Habitus

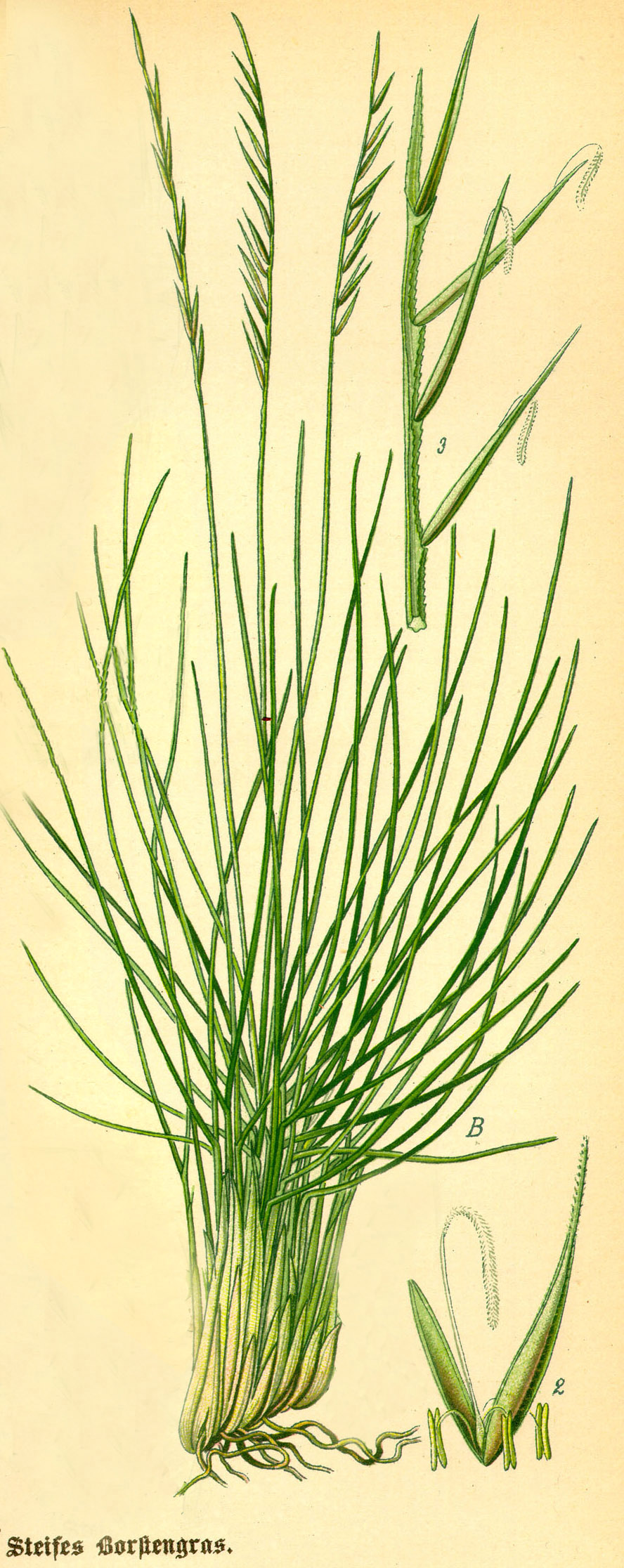
Illustration

### Vegetative Merkmale
Das Borstgras ist eine überwinternd grüne, ausdauernde krautige Pflanze, die Wuchshöhen von 10 bis 30 Zentimetern erreicht. Es wächst in graugrünen, brettartigen Horsten. Die dichten, festen Horste werden von den gelblichen Blättern des Vorjahres umhüllt. Die Halme sind dünn und unter den Ähren rau.
Die Laubblätter sind in Blattscheide und Blattspreite gegliedert. Die Blattscheide besitzt ein Gelenk, an dem die unteren Blätter sich waagerecht nach außen biegen. Das zugespitzte Blatthäutchen wird bis zwei Millimeter lang. Die Blattspreiten sind borstlich und dabei wild und dicht gebüschelt (sogenannter „Punkerschopf“).

### Generative Merkmale
Die Blütezeit reicht von Mai bis Juli. Die einblütigen, 7 bis 15 Millimeter langen Ährchen sind schmal, einseitswendig, schwach konvex und anfangs borstenförmig (daher der Name). Die Ährchen sind purpurfarben bis bläulich. Die Hüllspelzen sind klein und schuppenförmig; die untere ist dreieckig und kurz, die obere meist fehlend. Die Deckspelze ist sehr dunkel, dreinervig, 5 bis 9 Millimeter lang und in eine 1 bis 3 Millimeter lange Grannenspitze auslaufend. Bei Reife stehen die Ährchen schräg kammförmig ab. Die Vorspelze ist zweinervig und 1 bis 2 Millimeter kürzer als die Deckspelze. Die Staubbeutel der drei Staubblätter sind 3,5 bis 4 Millimeter lang oder zu Staminodien reduziert.
Die Chromosomenzahl beträgt 2n = 26 oder 30.

## Ökologie
Beim Borstgras handelt es sich um einen Hemikryptophyten. Um den Horst entsteht eine dichte Streudecke, da die toten Blätter schwer zersetzbar sind. Die Blätter sind borstlich, es liegt also vermutlich eine Peinomorphose als eine Anpassung an die Mineralsalzarmut des Bodens vor. Eine vegetative Vermehrung erfolgt durch das bis 5 Zentimeter lange Rhizom, es ist kurz, kriechend und stellt ein an den Jahresabschnitten zickzackförmig gebogenes, brettförmiges Sympodium dar. Es liegt eine arbuskuläre Mykorrhiza vor, der Symbiosepartner ist wahrscheinlich der für entsprechende Gräsersymbiosen typische Pilz Glomus intraradices. Die Art ist ein Rohhumuszehrer. Sie wurzelt bis 80 Zentimeter tief.
Das Borstgras wächst sehr langsam. Erst 6 bis 8 Jahre alte Pflanzen bilden Halme aus; im Alter von 11 bis 15 Jahren ist die Anzahl der Halme am größten. Mit 25 bis 30 Jahren nimmt die Anzahl der Halme stark ab und die Pflanze stirbt in den nächsten 5 bis 7 Jahren.
Die Blüten sind vorweiblich und windblütig.
Das von einem Luftraum umgebene Korn (Karyopse) ist von den bleibenden Deck- und Vorspelzen umhüllt. Seine Ausbreitung erfolgt als Regenschwemmling und wegen der rauen Deckspelzen findet auch Klettausbreitung statt, ebenso wie Zufallsausbreitung mit der Nahrungsaufnahme durch Huftiere. Fruchtreife ist von August bis Oktober.

## Vorkommen
Das Borstgras kommt in weiten Teilen Europas vor. Es fehlt in Europa nur in den Ländern Spanien, Nordmazedonien, Moldau und im europäischen Teil der Türkei. Das ursprüngliche Verbreitungsgebiet sind Mittel- und Hochgebirgen Europas, unter anderem die Alpen, der Balkan, die Karpaten, Pyrenäen, Sudeten und Vogesen. Es kommt meist in Höhenlagen zwischen 1000 und 2000 Metern vor, in den Schweizer Alpen wurde es im Unterengadin bei 3000 Metern und im Atlasgebirge bei 3500 Metern nachgewiesen. Zudem ist es im Kaukasus, in Ostsibirien, in der Mongolei und in der Türkei weit verbreitet. In Nordafrika ist es in Algerien und in Marokko beheimatet, kommt aber auch auf den Azoren vor.
Das Borstgras ist in Grönland und Neuseeland ein Neophyt. In den USA wird es als schädliches Gras (noxious weed) geführt. Es wurde auch schon auf Hochebenen Costa Ricas, auf den Falklandinseln und auf Mount Huxley auf Tasmanien nachgewiesen.
Borstgras kommt auf trockenen, sandigen und humusfreien Böden, wie bei Heidelandschaften, vor, aber es ist auch in feuchten Hochmooren eine weit verbreitete Grasart. Es ist auf vielen Bergwiesen eine dominante Pflanze.
Die ökologischen Zeigerwerte nach Landolt et al. 2010 sind in der Schweiz: Feuchtezahl F = 3w (mäßig feucht aber mäßig wechselnd), Lichtzahl L = 4 (hell), Reaktionszahl R = 2 (sauer), Temperaturzahl T = 2+ (unter-subalpin und ober-montan), Nährstoffzahl N = 2 (nährstoffarm), Kontinentalitätszahl K = 3 (subozeanisch bis subkontinental).
Beim Borstgras handelt es sich unter anderem um die namengebende Charakterart der alpinen Pflanzengesellschaft Nardetum strictae (Borstgrasweide, hochmontane Borstgrasmatten). Es kommt aber in verschiedenen Gesellschaften der Ordnung Nardetalia vor, auch im Nardo-Gnaphalietum supini des Verbands Salicion herbaceae oder in denen des Verbands Juncion squarrosi.

## Taxonomie
DasBorstgras wurde 1753 durch Carl von Linné in Species Plantarum Band 1, Seite 53 als Nardus stricta erstveröffentlicht.

## Sonstiges
Borstgras ist empfindlich gegenüber Kalkung und Düngung. Es ist ein Rohhumuszeiger und Trockentorfbildner. Diese Grasart zeigt extensive Weidewirtschaft an. Es wird vom Vieh nur im jungen Zustand gefressen, in älteren Stadien als „Borstgrasleichen“ nach dem Ausrupfen ausgespien. Für die Weidetiere hat es keinerlei Futterwert. Das auch als „Fachs“ bezeichnete starrhalmige Borstengras wird auch als Stallstreu verwendet (Das Einernten von Gras, Heu und Streu nannte man früher auch „Fächsen“). Geschätzt ist es als Bodenbefestiger auf Graudünen. Borstgras wird durch Beweidung und lange Schneedecken begünstigt.
Der Name Nardus wurde von Linné willkürlich auf diese Gattung übertragen. Im Altertum war nardos (aus dem Indischen) ein Duftöl (Narde) lieferndes Baldriangewächs, später bezeichnete man so auch die aromatisch riechenden Grundachsen verschiedener Bartgrasarten.